# Бруст
Бруст (от немски: Brustschwimmen, Брустшвимен – „гръдно плуване“) е най-популярният стил в плуването за развлечение и един от основните стилове в състезателното плуване. Той е един от най-лесните и релаксиращи стилове за начинаещи. Състезателите обаче го намират за труден, защото за него е необходима повече енергия, отколкото за кроула и гърба, когато се плува със скорост. Стилът претърпява големи промени откакто е въведен през 17 век. Сега повечето плувци използват техника създадена от унгарския треньор Йозеф Наги през 80-те години на XX век. Брустът е най-бавният от четирите официални състезателни плувни стила. Най-добрите плувци в света го плуват със средна скорост около 1,67 метра в секунда.

## Време на най-добрите плувци в света

### 50-метров басейн

#### Мъже
| Дисциплина | Световен рекорд | Име            | Държава        | Дата            | Място            |
| ---------- | --------------- | -------------- | -------------- | --------------- | ---------------- |
| 50 m       | 26.62           | Aдам Пийти     | Великобритания | 22 август, 2014 | Берлин, Германия |
| 100 m      | 59.13*          | Брендан Хенсън | САЩ            | 1 август, 2006  | Ървайн, САЩ      |
| 200 m      | 2:08.50*        | Брендан Хенсън | САЩ            | 20 август, 2006 | Виктория, Канада |

#### Жени
| Дисциплина | Световен рекорд | Име             | Държава   | Дата            | Място                  |
| ---------- | --------------- | --------------- | --------- | --------------- | ---------------------- |
| 50 m       | 30.31           | Джейд Едмистоун | Австралия | 30 януари, 2006 | Мелбърн, Австралия     |
| 100 m      | 1:05.09         | Лейзъл Джоунс   | Австралия | 20 март, 2006   | Мелбърн, Австралия     |
| 200 m      | 2:19.59         | Ребека Сони     | САЩ       | 2 август, 2012  | Лондон, Великобритания |

### 25-метров басейн

#### Мъже
| Дисциплина | Световен рекорд | Име          | Държава | Дата            | Място            |
| ---------- | --------------- | ------------ | ------- | --------------- | ---------------- |
| 50 m       | 26.17           | Олег Лисогор | Украйна | 21 януари, 2006 | Берлин, Германия |
| 100 m      | 57.47           | Ед Моузес    | САЩ     | 23 януари, 2002 | Стокхолм, Швеция |
| 200 m      | 2:02.92         | Ед Моузес    | САЩ     | 17 януари, 2004 | Берлин, Германия |

#### Жени
| Дисциплина | Световен рекорд | Име             | Държава   | Дата               | Място               |
| ---------- | --------------- | --------------- | --------- | ------------------ | ------------------- |
| 50 m       | 29.90           | Джейд Едмистоун | Австралия | 26 септември, 2004 | Бризбейн, Австралия |
| 100 m      | 1:04.79         | Тара Кърк       | САЩ       | 19 март, 2004      | Коледж стейшън, САЩ |
| 200 m      | 2:17.75         | Лейзъл Джонс    | Австралия | 29 ноември, 2003   | Мелбърн, Австралия  |

### Резултати на български плувци
Ето и някои български резултати:
- Михаил Александров – 50 м – 0:27,33 НР /СП по плуване Шанхай, Китай 2006 г./;
- Красимир Захов – 50 м – 0:28,99;
- Пламен Йорданов – 50 м – 0:29,56;
- Христо Граховски – 50 м – 0:29,91;
- Игор Количев – 50 м – 0:29,77;
- Михаил Александров – 100 м – 0:58,52 НР /ЕП по плуване Дебрецен, Унгария 2007 г./;
- Михаил Александров – 200 м – 2:06,91 НР /ЕП по плуване Дебрецен, Унгария 2007 г./

## Как да плуваме Бруст?
Урок по плуване бруст